# Radio Donna
Donna, anciennement Radio Donna, est une radio belge. Lancée le 28 mars 1992, elle était devenue la radio la plus écoutée en Flandre. Après le lancement de Q-Music et 4FM dix ans plus tard, Donna avait perdu un peu de popularité. Malgré plusieurs repositionnements, son audience n'avait cessé de diminuer. Elle a néanmoins réussi à briser la spirale négative au début de l'année[Laquelle ?] lorsque son audience, qui avait atteint un plancher de 12,2 % de parts de marché, est remontée à 14,3 %.
En 2008, les journaux De Standaard et Het Nieuwsblad annoncent la disparition de Donna.
Le 5 janvier 2009 à 5 heures, Radio Donna est remplacée par MNM.

## Historique
Le 28 mars 1992, la BRTN (maintenant VRT) crée Radio Donna.
Le 19 août 2006, Donna propose sa grande « Summercity » depuis la ville d’Anvers avec de nombreux artistes. 
En été 2007 La première de Donna’s D-Day à Diest (Donna va se ruer cet été sur les plages et villes flamandes pour construire et réaliser une véritable fête avec un bar à cocktail, des DJ et de nombreux jeux interactifs…).
Dans le courant de l'année 2008, on apprend que Radio Donna va disparaître et être remplacée par une autre radio (avec le même style de programme).
Le vendredi 3 janvier 2009, Donna termine la diffusion ses programmes. Elle diffuse encore une dernière émission marathon "Donna Top 5000", de la musique en continu, jusqu'au dimanche 4 janvier 2009. Donna cesse alors définitivement d'émettre.
Le 5 janvier 2009, à cinq heures du matin, elle est remplacée par une nouvelle station de radio dirigée par Peter van de Veire : MNM.

## Cible
- 15-44 ans

## Fréquences
- Bruxelles : 88.3
- Egem : 101.5
- Genk : 93.0 et 102.0
- Schoten (Anvers) : 89.0
- Sint-Pieters-Leeuw (Leeuw-Saint-Pierre) : 97.0